# 武里南体育场
象牌竞技场（英語：Chang Arena），冠名前称为武里南体育场（英語：Buriram Stadium），昵称为闪电城堡（英語：Thunder Castle）。是一座位于泰国武里南府的专业足球场。现有32,600个座位。电信体育场目前是泰国足球超级联赛球队武里南联的主场，是泰国国内由俱乐部拥有的最大的足球场。

## 概况

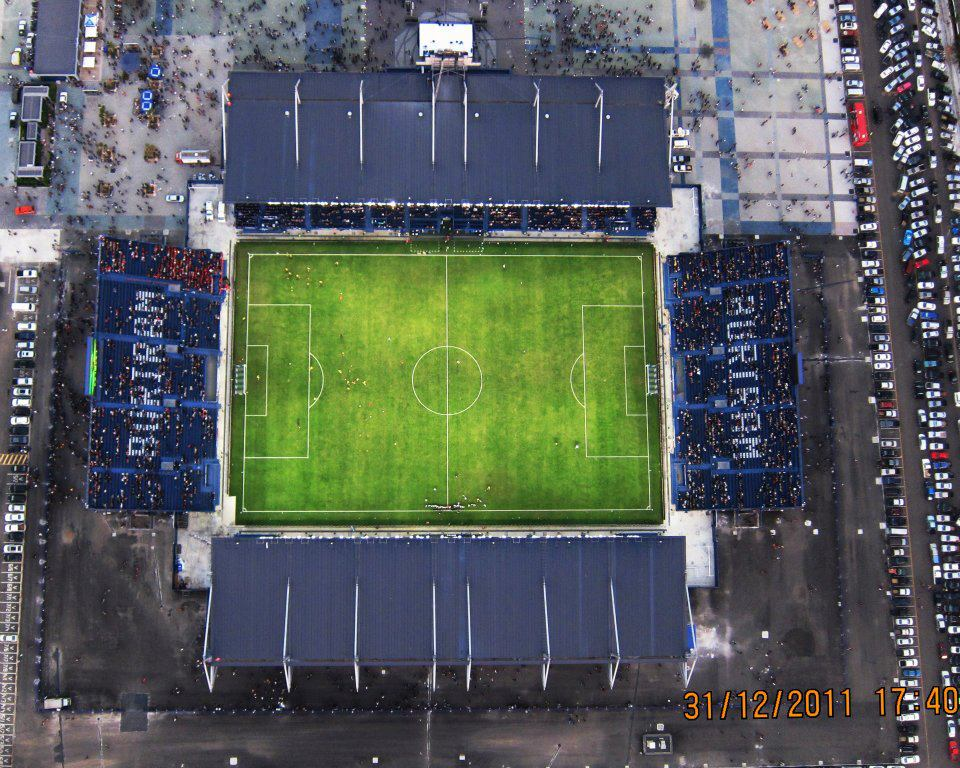
扩建前的电信体育场俯视照片，体育场扩建前仅有24,000个座位。

电信体育场位于武里南直辖县，占地面积150英亩，拥有32,600个座位，配套500个汽车停车场、1000个摩托车停车场。配有泛光灯，可以在夜间进行比赛。
这座体育场是泰国第一座达到国际足联和亚足联标准的专业足球场，可以用于举办任意级别的国内和国际足球赛事。场内配有专供客队使用的更衣室，以及现代化的医疗、电视直播、无线通信设施。

## 名称
体育场的官方名称是武里南体育场（英語：Buriram Stadium），又被称为象牌竞技场（英語：Chang Arena），为泰国酿酒旗下象牌啤酒冠名。此前I-Mobile也有过冠名。这个名字也是继承自武里南联原来的主场I-Mobile Stadium，即Khao Kradong Stadium。但是当武里南联参加亚足联的赛事时，仍会用回其官方名称武里南体育场。

## 国家队比赛
| 日期          | 主队 | 比分  | 客队     | 赛事                        |
| ------------- | ---- | ----- | -------- | --------------------------- |
| 2011年7月14日 | 泰國 | 1 – 0 | 緬甸     | 友谊赛                      |
| 2011年7月15日 | 泰國 | 1 – 1 | 緬甸     | 友谊赛                      |
| 2011年7月23日 | 泰國 | 1 – 0 | 巴勒斯坦 | 2014年世界杯外围赛 (亚足联) |

## 入場人數
武里南聯本土比賽的平均與最高入場人數：
| 年份 | 平均   | 最高   | 比賽                     |
| ---- | ------ | ------ | ------------------------ |
| 2011 | 15,008 | 24,712 | 2011 Thai Premier League |
| 2012 | 15,319 | 23,033 | 2012 Thai Premier League |
| 2013 | 18,941 | 27,088 | 2013 Thai Premier League |
| 2014 | 19,132 | 33,325 | 2014 Thai Premier League |
| 2015 | 19,553 | 33,269 | 2015 Thai Premier League |
| 2016 | 15,547 | 32,600 | 2016 Thai League T1      |